# Quirima
Quirima é uma cidade e município da província de Malanje, em Angola.
Tem 10 077 km² e cerca de 36 mil habitantes. É limitado a norte pelos municípios de Luquembo e Quitapa, a leste pelos municípios de Xassengue, Alto Chicapa e Luando, a sul pelos municípios de Luando e Cuemba, e a oeste pelo município de Capunda.
O município é constituído pela comuna-sede, correspondente à cidade de Quirima, e pela comuna de Sautar.